# Моркока-Мархарата
Моркока-Мархарата — река в Якутии (Россия), левый приток Моркоки. Длина реки составляет 179 км, площадь водосборного бассейна — 3830 км². 
Река вытекает из небольшого безымянного озера в центральной части Вилюйского плато, на высоте более 460 м над уровнем моря. В верховьях и в среднем течении течёт на юго-восток, в нижнем течении делает значительный изгиб к северу. Преимущественно протекает по лиственничной холмистой тайге. На берегах развиты термокарстовые явления. Населённых пунктов на реке нет. Впадает в Моркоку в 142 км от её устья по левому берегу, на высоте 167 м над уровнем моря. Ширина в нижнем течении — 45 м при глубине 1,5 м; скорость течения в низовьях — 0,5 м/с. 

## Основные притоки
Указаны поименованные притоки длиной 30 км и более.
| Название         | Расстояние от устья | Длина | Положение |
| ---------------- | ------------------- | ----- | --------- |
| Ого-Юряге        | 53                  | 31    | левый     |
| Улахан-Ого-Юряге | 58                  | 50    | левый     |
| Сордонгнох       | 87                  | 33    | правый    |
| Синир            | 135                 | 36    | левый     |

## Данные водного реестра
По данным государственного водного реестра России и геоинформационной системы водохозяйственного районирования территории РФ, подготовленной Федеральным агентством водных ресурсов:
- Бассейновый округ — Ленский
- Речной бассейн — Лена
- Речной подбассейн — Вилюй
- Водохозяйственный участок — Марха
- Код водного объекта — 18030800412117400020439